# Kostnický koncil

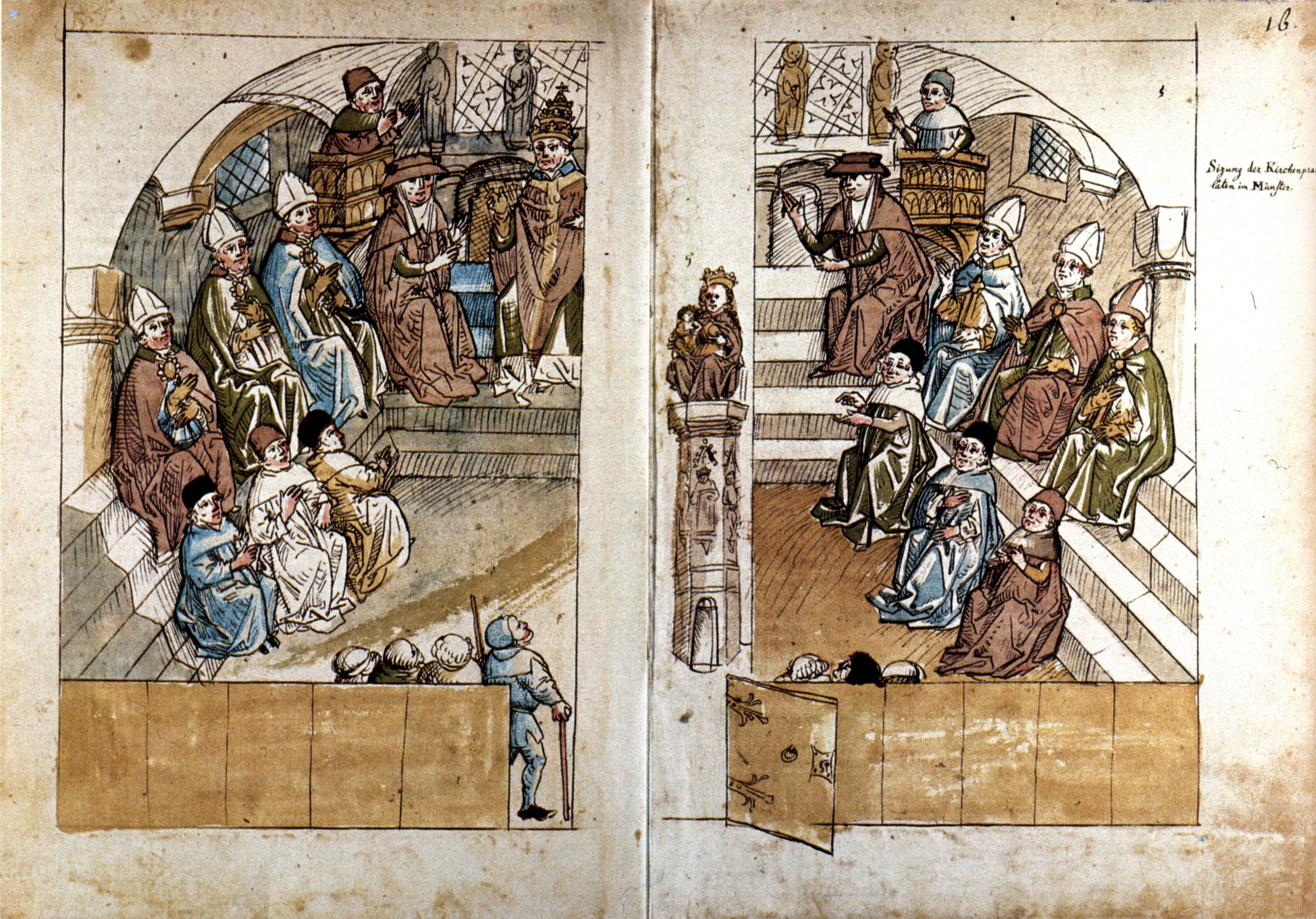
Biskupové při kostnickém koncilu

Kostnický koncil (5. listopadu 1414 – 22. dubna 1418) svolal vzdoropapež Jan XXIII. na nátlak římského krále Zikmunda, zahájili jej však kardinálové-legáti Řehoře XII. Jednalo se o 16. ekumenický koncil, který si kladl za cíl ukončit papežské schizma, které trvalo již od roku 1378, vyřešit věroučné problémy s učením o svátostech a církvi a reformovat některé pořádky v církvi. Na základě rozhodnutí koncilu byli v Kostnici upáleni čeští reformátoři Jan Hus a Jeroným Pražský.

## Okolnosti koncilu
V době svolání koncilu existovalo trojpapežství a všichni tři papežové se pokládali za legitimní.
Roku 1409 sesadili kardinálové na koncilu v Pise dva dosavadní papeže, římského Řehoře XII. a avignonského Benedikta XIII., neboť se domnívali, že nastala situace, kdy má koncil právo zasáhnout a uplatnit svou autoritu nad papežem (konciliarismus). Za novou hlavu církve zvolili Petra Philarga, který přijal jméno Alexandr V. Tím se však pouze schisma prohloubilo. Dosavadní papeži se totiž svého pontifikátu nevzdali, což vedlo ke vzniku trojpapežství. Když Alexandr V. brzy nato zemřel, nastoupil na jeho místo pod jménem Jan XXIII. Balthasar Cossa, nechvalně proslulý jako pirát. Tento stav velmi znepokojoval tehdejšího vládce římské říše Zikmunda, který tak po předchozích poradách s předními bohoslovci a členy kardinálského sboru ohlásil 30. října 1413 v listu všemu křesťanstvu svolání velkého unijního koncilu do Kostnice. Tam byl také slavnostní bohoslužbou dne 16. listopadu 1414 zahájen.

## Seznam sezení koncilu
- 1. sezení - 16.11.1414 zahájení koncilu
- 2. sezení
- 3. sezení
- 4. sezení
- 5. sezení
- 6. sezení
- 7. sezení
- 8. sezení - 04.05.1415
- 9. sezení - 13.05.1415
- 10. sezení
- 11. sezení
- 12. sezení
- 13. sezení - 15.06.1415
- 14. sezení
- 15. sezení - 06.07.1415
- 45. sezení - 22.04.1418 ukončení koncilu

## Případ Mistra Jana Husa

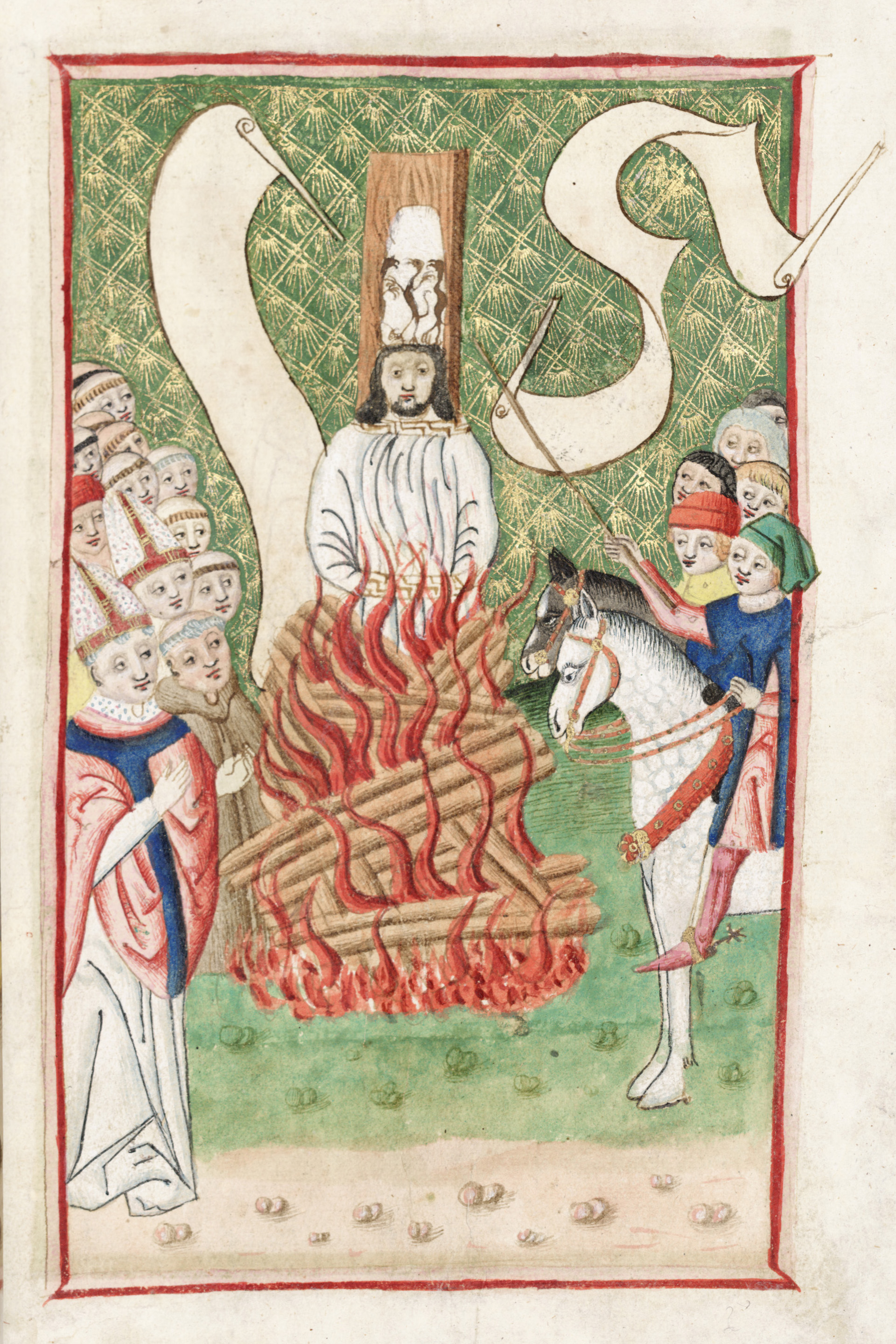
Soudobá ilustrace – upálení Jana Husa po odsouzení Kostnickým koncilem.

Se Zikmundovou podporou kostnický koncil rozhodl, aby všichni tři papežové abdikovali a byl zvolen papež nový. Jan XXIII. odmítl abdikovat a poté dokonce z Kostnice uprchl i s některými kardinály, ale byl dostižen Zikmundovými vojáky a skončil ve stejném vězení jako před ním Jan Hus. Byl sesazen z papežského stolce, zatímco Řehoř XII. abdikoval. Teprve roku 1417 byl sesazen také poslední z této trojice, avignonský papež Benedikt XIII., který se však nadále za papeže prohlašoval, což však již pozbývalo významu, neboť jej coby papeže již téměř nikdo neuznával.
Po dlouhých a náročných jednáních byl na koncilu v roce 1417 zvolen papežem Oddo Colonna, který přijal jméno Martin V. Ten schválil usnesení koncilu s výjimkou toho zasedání, při němž koncil v dekretu Haec Sancta 6. dubna 1415 deklaroval myšlenku svrchované autority koncilu nad papežem. Tato konciliaristická myšlenka je hereze a vzhledem k tomu jsou všechna sezení, která byla konána pod autoritou císaře Zikmunda a vzdoropapeže Jana XXIII., považována katolickou církví za neplatná.[zdroj?]
Souběžně se koncil zabýval též jinými aktuálními záležitostmi církve a pokračoval v reformách započatých pisánským koncilem. Ty byly zaměřeny zvláště proti učení Johna Wyclifa, Jana Husa a jejich stoupenců. Jan Hus byl koncilem odsouzen a upálen na hranici 6. července 1415. Pro zastávání Husova učení byl odsouzen a 30. května 1416 upálen též Jeroným Pražský.
Koncil byl úspěšný ve svém cíli znovunastolit církevní jednotu, nedořešil však otázky ohledně církve a svátostí (diskuse s husity) a selhal v otázce významné reformy církve.